# Die Form
Die Form [diː fɔʁm] est un groupe français de musique électronique et industrielle, originaire de Rennes, en Ille-et-Vilaine. Le nom Die Form signifie « la forme » en allemand, en référence à un journal du Bauhaus, et joue sur l'homonyme français « difforme ». Les membres du groupe sont Philippe Fichot et Éliane P.. Le projet est connu pour sa musique innovante et son imaginaire sombre, entre autres érotique, onirique et poétique. Philippe Fichot est aussi photographe.

## Histoire
Die Form est un projet du musicien et artiste Philippe Fichot. Il enregistre un nombre de cassettes expérimentales à commencer avec Die Form 1 en 1977, puis sort le premier vinyle des Die Form (Die Puppe) en 1982. Alors que le projet n'en est qu'à ses débuts, Fichot mêle éléments électroniques ésotériques à l'érotisme, la mort et d'autres sujets dits tabous. D'autres premiers projets de Philippe Fichot incluent Krylon Hertz, Mental Code, Camera Obscura, Eva-Johanna Reichstag, Hurt, et Fine Automatic.
Some Experiences with Shock suit en 1984, et le projet s'oriente vers un son plus commercial avec la sortie de Poupée mécanique. Le projet consolide ensuite son côté mélodique et expérimental avec la sortie de Photogrammes, avant l'arrivée d'Eliane P. sur l'album Corpus Delicti (1991) qui restera au sein du projet depuis. L'album suivant, Confessions (1992), comprend le succès club Silent Order, et son album frère Ad Infinitum (issu des mêmes sessions d'enregistrement) est publié un an plus tard.
L'album suivant des Die Form comprend un côté poétique et émotionnel ; The Trilogy of Passions, qui démarre avec Suspiria de profundis est sorti en 1994, suivi par L'âme électrique l'année suivante. Duality (1997) ne complète pas la trilogie, Phillipe Fichot ayant laissé le projet ouvert d'esprit. La compilation Histories apparait en 1998, et le prochain album, Extremum/XX, suit en 2000. Il suivra de InHuman (2004) et ExHuman (2006).
The Bach Project est publié en janvier 2008, et est un album clairement dévoué à Bach. Die Form lance un nouveau show avec ce projet aux côtés de la danseuse allemande Sabine Seume. Die Form se sépare de Trisol Music Group pour se joindre au label Out of Line à la fin 2008. Un nouveau single, Her[t]z Frequenz, est publié en octobre 2008, suivi par Best of XXX en novembre 2008.
En 2009, Noir magnétique assiste au retour de Die Form vers un son plus orienté club. L'album est uniquement publié en format CD. En mars 2010, un coffret vinyle d'anciennes cassettes est publié sur Vinyl-on-Demand. En 2011, un digipack double-CD de Sombre printemps est publié chez Out of Line. En 2017, le groupe publie un nouvel album EP, intitulé Psychic Poison. La même année sort l'album Baroque Equinox.

## Discographie

### Albums studio
- 1982 : Die Puppe
- 1983 : Some Experiences with Shock
- 1987 : Poupée mécanique
- 1988 : Photogrammes
- 1990 : Corpus Delicti
- 1991 : Ad Infinitum[5]
- 1992 : Confessions
- 1994 : Suspiria de profundis
- 1995 : L'âme électrique
- 1997 : Duality
- 2000 : Extremum/XX
- 2004 : InHuman
- 2006 : ExHuman
- 2008 : Bach Project
- 2009 : Noir magnétique
- 2014 : Rayon X
- 2017 : Baroque Equinox
- 2021 : Mental Camera
- 2024 : Outre Mondes Ph. Fichot Solo Project

### Compilations
- 1988 : Archives und Doküments
- 1996 : Vicious Circles: The Best of
- 1998 : H/stories
- 2001 : AKT - Sideprojects and Experimental Collection
- 2008 : Best of XXX
- 2010 : Chonology - The Bain Total Years 77-85
- 2015 : Die Puppe
- 2016 : ZOO
- 2017 : S(P)LIT (avec Mama Baer)

### Singles et EP
- 1978 : Zoophilic Lolita / Tanz
- 1981 : Situation Base / Gestual Equivoque
- 1984 : Autolyse / Masochist
- 1984 : Heart of the Monster
- 1986 : Slow Love
- 1988 : Face to Face, vol. 1
- 1988 : Poupée mécanique / Sadia
- 1989 : After the Last Gaze
- 1989 : Présence
- 1989 : Teufel Im Leibe
- 1990 : Slow Love
- 1990 : Savage Logic
- 1992 : Imagine / Impudicus Rex
- 1993 : Tears of Eros
- 1994 : Silent Order / Re-Versions
- 1994 : Rose au cœur violet
- 1996 : Phenomena of Visitation
- 1998 : The Hidden Cage / Spiral
- 1998 : Automatic Love
- 1999 : Rain of Blood
- 2000 : Deep Inside
- 2003 : Zoopsia
- 2008 : Her[t]z Frequenz
- 2009 : Kobol
- 2014 : Schaulust
- 2017 : Art Object X01 (Z. L. / L'Origine du Monde)
- 2017 : Psychic Poison / Equinoxia

### Vidéos
- 1995 : Phenomena of Visitation
- 1998 : Videography vol. 1

### Cassettes
- 1978 : I
- 1978 : Krylon Hertz I
- 1980 : Caddy Musak
- 1980 : Freezer Musak
- 1980 : Flipper Musak
- 1981 : Disabled Landscape
- 1981 : Virgin Flavour
- 1981 : Smuggle Death
- 1981 : Eva-Johanna Reuchstag & Die Form : Memorial 78-79
- 1982 : Fine automatic
- 1982 : Camera Obscura 1
- 1982 : Camera Obscura 2
- 1982 : Camera Obscura 3 & Die Form Final Edition
- 1982 : Le Plomb des Cartes / La Loge Infernale
- 1983 : Mental Code Flexible Music vol. 2/3
- 1983 : Images du Monde(Best of Die Form/Eva-Johanna Reichstag)
- 1983 : Excisions
- 1983 : Archives & Doküments 1
- 1985 : Du Cœur Humain
- 1985 : Red Action (avec Kosa)
- 1985 : OrgasMechanism
- 1985 : Messe Basse
- 1985 : Hurt D.F. Sadist school
- 1986 : Fetish 1
- 1986 : Virgin Flavour 2 (2e édition, Total Remix)
- 1986 : Le Plomb des Cartes / La Loge Infernale (2e édition, Total Remix)
- 1986 : X.Action
- 1987 : Die Puppe
- 1987 : Some Experiences With Shock
- 1987 : Es lebe der Tod
- 1989 : Flexible Music vol. 1 (avec : DZ Lectric)
- 1998 : Limited Documents vol. 1